# Lift (Fluggesellschaft)
Lift, offiziell LIFT Airline, in Eigenschreibweise lift, ist der Markenname der Fluggesellschaft Global Aviation Operations (Pty) LTD mit Sitz in Johannesburg. Unter der Marke werden Billigflüge durchgeführt. Die Global Aviation Operations (Pty) LTD führt auch unter der Marke Global Airways Charterflüge und Flugleistungen im Rahmen von Wet-Lease-Verträgen Flüge für andere Fluggesellschaften durch und betreibt Luftfahrzeug-Instandhaltung.

## Geschichte
Der Gründung der Fluggesellschaft war eine öffentliche Namenssuche vorausgegangen, an der sich mehr als 25.000 Menschen beteiligten. Acht Personen hatten den Namen lift vorgeschlagen und erhielten gemeinsam den Hauptpreis von einem Jahr Freiflüge mit Lift. Zudem wurden ihre Namen auf der Außenhaut des ersten ausgelieferten Flugzeuges verewigt.
Die Fluggesellschaft wurde im Oktober 2020 vom ehemaligen Kulula-Geschäftsführer Gidon Novick, dem ehemaligen Uber-Chief Executive Officer Jonathan Ayache und der Flugzeugleasing-Firma Global Aviation gegründet.
Im Mai 2022 startete Global Airways die ACMI-Aktivitäten ihrer neu gegründeten Tochter Global Airways in Vilnius, Litauen

## Flugziele
O. R. Tambo International in Johannesburg, Cape Town International Airport in Kapstadt und King Shaka International Airport in Durban werden angeflogen.

## Flotte

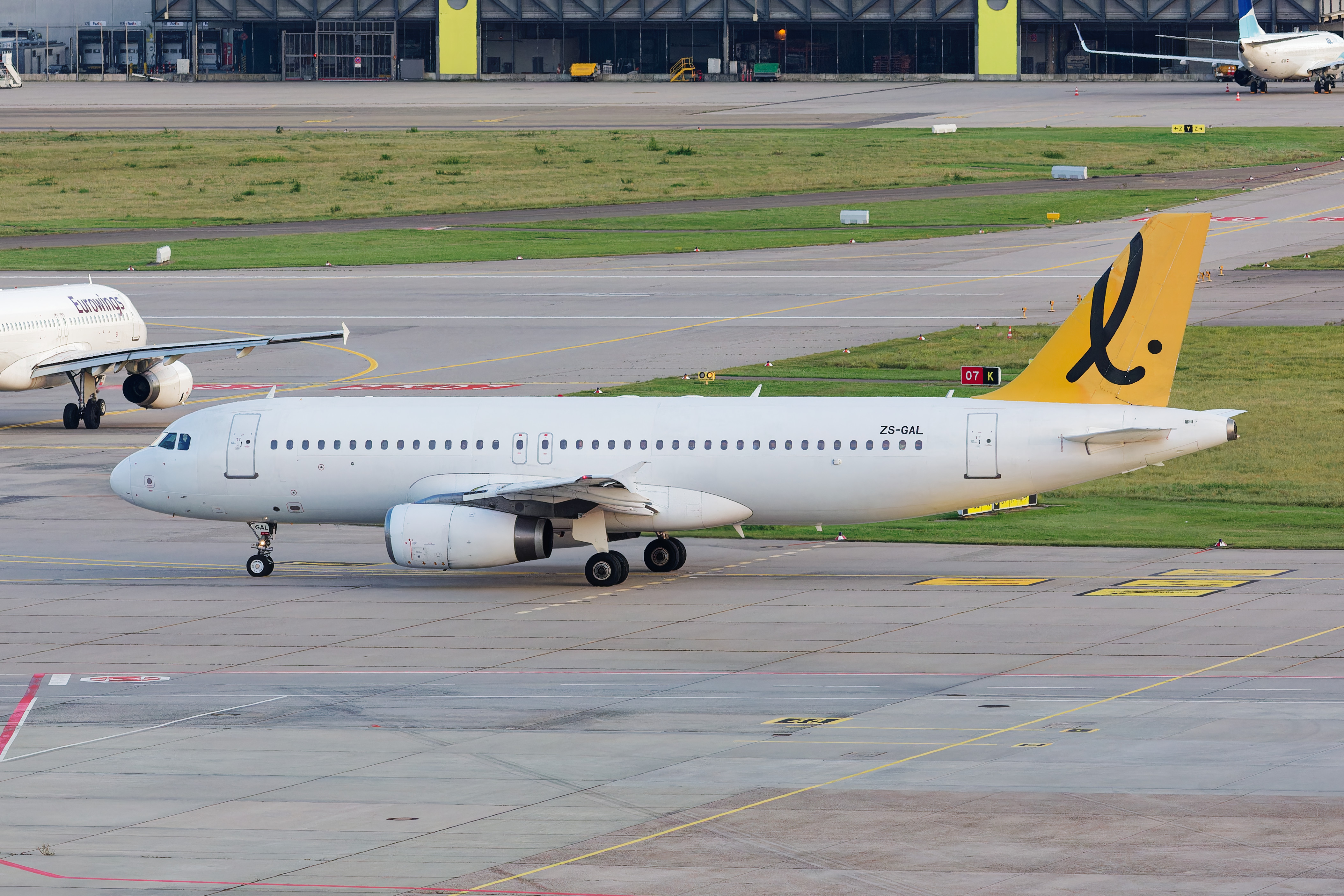
Airbus A320-200 (ZS-GAL)

Mit Stand April 2023 besteht die Flotte von Lift aus sechs Flugzeugen mit einem Durchschnittsalter von 28,1 Jahren:
| Flugzeugtyp     | aktiv | bestellt | Anmerkungen                   | Sitzplätze |
| --------------- | ----- | -------- | ----------------------------- | ---------- |
| Airbus A320-200 | 6     | 1        | betrieben von Global Aviation | 168        |
| Gesamt          | 6     | 1        |                               |            |